# Baikal MP-153
O Baikal MP-153 (Mechanical Plant-153) é uma espingarda semiautomática operada a gás calibre 12 fabricada pela Izhevsk Mechanical Plant na Rússia.
Esta arma é vendida nos EUA sob o nome Remington Spartan 453